# Wars (postać legendarna)
Wars, także War lub Warsz – postać z legendy o powstaniu Warszawy i tłumaczącej pochodzenie nazwy Warszawa.
Istnieją różne wersje tej legendy. Według jednej z nich, podczas polowania w puszczy w miejscu, w którym współcześnie znajduje się Stare Miasto, odłączył się od orszaku i zabłądził król imieniem Kazimierz (według innego źródła książę Siemowit I). Władca dotarł do ubogiej lepianki, w której mieszkająca kobieta niedawno powiła bliźnięta. Król Kazimierz nadał im imiona War i Sawa, a jego łaska i hojność sprawiły, że rodzina zbudowała obszerny dom, wokół którego swoje domy wznieśli kolejni osadnicy. Tak powstałą osadę od imion legendarnych bliźniąt nazwano Warsawa, a później Warszawa. Według innej wersji Warsz i Sawa byli braćmi, rybakami mieszkającymi nad Wisłą, u podnóża Nowego Miasta.